# Ernesto Nathan
Ernesto Nathan (Londra, 5 ottobre 1845 – Roma, 9 aprile 1921) è stato un politico italiano, sindaco di Roma dal novembre 1907 al dicembre 1913.
Inglese di nascita e di origine italiana da parte di madre, politico repubblicano nella linea di Mazzini e Saffi, di orientamento filosofico cosmopolita, religiosamente laico e anticlericale, Ernesto Nathan fu il primo sindaco di Roma estraneo alla classe di proprietari terrieri (nobili e non) che aveva governato la città fino al 1907.
Iscritto alla Massoneria dal 1887, ricoprì la carica di Gran Maestro del Grande Oriente d'Italia dal 1896 al 1904 e dal 1917 al 1919.

## Biografia

### Gioventù e prime esperienze politiche
Nathan nacque a Londra il 5 ottobre 1845, quinto dei dodici figli della pesarese Sara Levi Nathan e di Moses Meyer Nathan (1799-1859), agente di cambio tedesco naturalizzato inglese nel 1850, che morì il 4 agosto 1859, quando il ragazzo non aveva neanche quattordici anni. Entrambi i genitori avevano origini ebraiche. La madre fu una fervente mazziniana e si spese in azioni di sostegno finanziario per la causa risorgimentale, oltre che in missioni diplomatiche e di raccordo tra le varie organizzazioni del movimento insurrezionale. Gli studiosi sono concordi nell'ammettere che abbia avuto con il rivoluzionario genovese una relazione amorosa, e qualcuno ha anche sostenuto che Ernesto fosse figlio naturale di Mazzini, un'ipotesi che tuttavia gode di scarso credito.
In Italia fin dal 1859, visse l'adolescenza e la prima giovinezza tra Firenze, Lugano, Milano e la Sardegna, dove fu inviato ad amministrare un cotonificio che però fallì.
L'influenza di Mazzini e di Aurelio Saffi, amici di famiglia dai tempi londinesi, incise fortemente nella sua formazione e sul suo orientamento culturale e politico.
Il 16 giugno 1867 sposò Virginia Mieli.
Giunse a Roma a 25 anni, nel 1870, per lavorare come amministratore al mazziniano “La Roma del Popolo”, così presto si dedicò alla politica, con impronta convintamente laica e anticlericale. Dal 1879 aderì al partito dell'estrema sinistra storica, nello schieramento di Felice Cavallotti.
Alla morte della madre, avvenuta a Londra il 19 febbraio 1882, le carte di Mazzini e l'onere della loro pubblicazione, in mano a Sara Levi Nathan negli anni precedenti, passarono a Ernesto, che ebbe il compito di raccoglierne a tutti gli effetti l'eredità politica. Nathan proseguì le battaglie in cui si era impegnata la madre negli ultimi anni di vita, tra cui quella per l'abolizione della prostituzione legalizzata. Nel 1888 ottenne la cittadinanza italiana onoraria dalla città natale di Sara, Pesaro, dove ricoprì la carica di consigliere provinciale dal 1889 al 1895.
Fu iniziato alla Massoneria nel 1887; nel 1893 fu affiliato maestro presso la loggia Propaganda massonica di Roma e, nel 1896 divenne gran maestro del Grande Oriente d'Italia, succedendo ad Adriano Lemmi e rimanendo in carica fino al 1904 e lo fu in seguito di nuovo dal 1917 al 1919. Insignito del 33º e ultimo grado del Rito scozzese antico ed accettato, fu membro effettivo del Supremo Consiglio d'Italia.
Nel 1889 fu tra i fondatori della Società Dante Alighieri.
Nell'aprile 1898 Nathan fu eletto consigliere al comune di Roma e più tardi nominato assessore all'economato e ai beni culturali, un incarico amministrativo di grande rilievo mentre la capitale subiva una tumultuosa crescita edilizia e demografica.
All'arrivo dei Savoia, nel 1871, Roma contava appena 226 000 abitanti che, trent'anni dopo, nel 1900, sarebbero raddoppiati. Le frenetiche attività edificatorie, sia per la realizzazione di grandi edifici pubblici e l'apertura di nuova viabilità, sia per la creazione di nuovi quartieri residenziali tenevano troppo spesso in scarso se non alcun conto l'affiorare, a ogni scavo di fondazioni nei nuovi edifici e delle nuove strade, dei resti dell'immenso patrimonio archeologico cittadino.
Fu in questo clima, acutamente descritto dall'ingegnere e archeologo Rodolfo Lanciani, che Nathan, che era a capo del "Blocco popolare", venne eletto sindaco nel 1907.

### Sindaco di Roma (1907-1913)

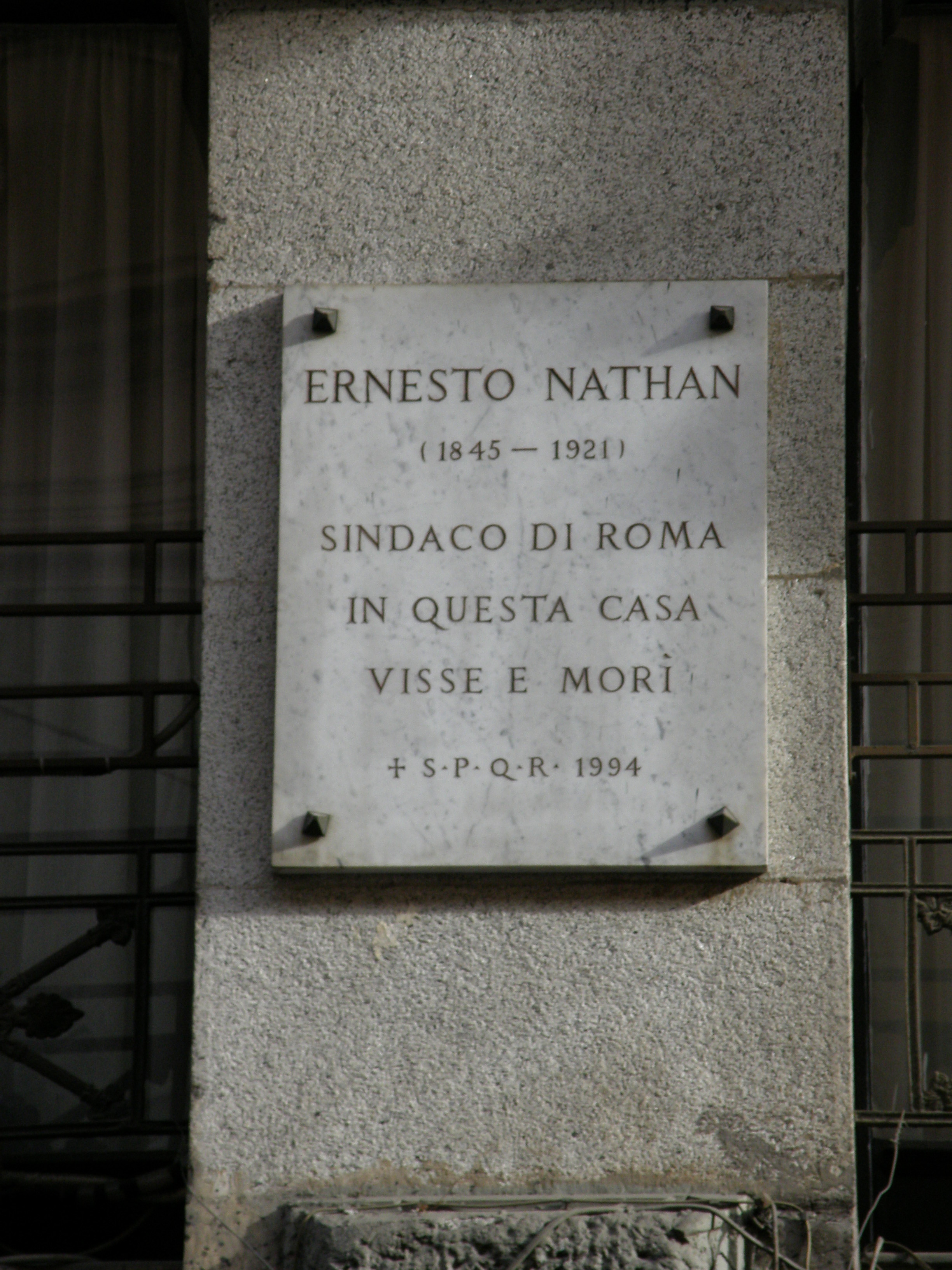
Targa dedicata a Ernesto Nathan, sulla casa in cui visse, il Palazzo Nathan, in via Torino 122 a Roma

Fu eletto sindaco nel 1907 e confermato nel novembre del 1911, rimanendo in carica fino al 1913. La sua amministrazione fu improntata a un forte senso dell'etica pubblica, di dichiarata ispirazione mazziniana, nella versione municipalistica di Aurelio Saffi, che Nathan stesso aveva tenuto a commemorare nel secondo anniversario della morte, nel 1892, a Forlì, città sede del Circolo Giuseppe Mazzini di cui lo stesso Saffi era stato presidente.
Ebbe come baricentro principalmente due questioni: lo sforzo di governare la gigantesca speculazione edilizia che si era avviata con il trasferimento della capitale a Roma, e un vasto piano d'istruzione per l'infanzia e il sostegno alla formazione professionale, pensati e realizzati in chiave assolutamente laica. Nathan era infatti motivato dalla forte convinzione dell'importanza della laicità delle istituzioni pubbliche, e di un apparato educativo laico, in un periodo storico nel quale a Roma il sistema scolastico era in mano alle strutture cattoliche.
L'opera e le idee di Nathan non potevano non scontrarsi con la Chiesa cattolica mal disposta a cedere parte del proprio potere politico. Nel suo famoso discorso del 20 settembre, tenuto nel 1910 a Porta Pia, egli denunciò l’azione del clero “intesa a comprimere il pensiero” ed “eternare il regno dell’ignoranza” contro “uomini e associazioni desiderosi di conciliare le pratiche e i dettati della loro fede, con gli insegnamenti dell’intelletto, della vita vissuta, delle aspirazioni morali e sociali della civiltà”. La reazione cattolica non si fece attendere, su L'Ancora del 29 settembre scrissero: “È il mondo cattolico che deve destituire il sindaco blasfemo e incosciente, e gridare da un punto all’altro dell’universo: rimandatelo al ghetto!”
Nel 1909 fu approvato all'unanimità il primo piano regolatore della città, che definì le aree da urbanizzare fuori le mura, tenendo conto del fatto che il 55% delle aree edificabili era in mano a soli otto grandi proprietari. Il nuovo piano regolatore cittadino era improntato alla varietà delle tipologie edilizie (fabbricati, villini, aree di verde pubblico, ecc.). I fabbricati non potevano superare i 24 metri d’altezza; i villini, costituiti da un pianterreno con giardinetto, non potevano superare i due piani. Ma è la rendita fondiaria che Nathan colpisce: impone tasse sulle aree fabbricabili e procede agli espropri, applicando quanto il governo Giolitti aveva già stabilito a livello statale. Nathan aveva anche ottenuto, grazie a quella che va sotto il nome di seconda legge Giolitti in materia (legge n° 502, dell'11 luglio 1907), che la città di Roma potesse elevare la tassa sulle aree fabbricabili dall’1% al 3%. Il varo di questo piano regolatore sancì l'inizio di un violento attacco alla Giunta Nathan da parte dei grandi proprietari terrieri legati alle finanze vaticane.

Carl Hagenbeck al centro descrive l'andamento dei lavori dello Zoo di Roma al sindaco Ernesto Nathan, alla sua destra 1909

Sempre nel 1909, dopo aver difeso questo obiettivo per molti anni dall'opposizione degli speculatori, promosse, tramite un referendum comunale in concomitanza della ricorrenza di Porta Pia il 20 settembre, la municipalizzazione del settore dei servizi fra cui il servizio tranviario e dell'energia elettrica, grazie anche all'azione dell'assessore ai servizi tecnologici Giovanni Montemartini, facendo nascere l’Azienda Autonoma Tranvie Municipali e l’Azienda elettrica municipale (AEM). A quest'ultima fu affidata la gestione della Centrale Montemartini di via Ostiense dopo la sua inaugurazione nel 1912 e che rappresentò il primo impianto pubblico cittadino di produzione elettrica. Prima di Ernesto Nathan, l’Acqua Marcia, l'antico acquedotto romano, era un fondo del Vaticano che, vista l'abbondanza e l'ottima qualità dell'acqua, era stato spinto sotto papa Pio IX a ristrutturare e a inaugurare nuovamente il 11 settembre 1870. La Santa Sede proprio in quegli anni stava cercando di avere anche il controllo dell'Acqua Vergine. Anche in questo settore il referendum del 1909 portò alla successiva rilevazione degli acquedotti da parte del comune.
Sotto la guida di Nathan si avviò una politica di opere pubbliche, quali i lavori per la centrale del latte all'Esquilino (1910) e dei mercati generali all'Ostiense (1912). L'amministrazione Nathan, peraltro, ebbe la possibilità di beneficiare di finanziamenti erogati dallo Stato centrale per realizzare le opere del cinquantenario dell'Unità d'Italia (1911). Come si legge nel sito del comune di Roma , “Sono inaugurati in quell'anno il Vittoriano, il Palazzo di Giustizia - che i romani battezzano subito il "palazzaccio" -, la passeggiata archeologica (un grande comprensorio di verde pubblico, oltre 40.000 metri quadrati tra l'Aventino e il Celio) e lo stadio Nazionale, l'attuale Flaminio, il primo impianto moderno per manifestazioni sportive.”
Durante l'amministrazione Nathan furono inoltre aperti circa 150 asili comunali per l'infanzia, che fornivano anche la refezione, piccole biblioteche, laboratori scientifici, cinematografi ed erano dotate di ambulatori di medicina preventiva. Un numero più che rispettabile, se si pensa che Roma ha, oggi, non più di 288 scuole materne comunali. Nei quartieri popolari, come ad esempio Testaccio e S. Lorenzo, sono costituite le sezioni estive, per sostenere i più deboli nell’apprendimento. L'istruzione che vi veniva garantita era laica.

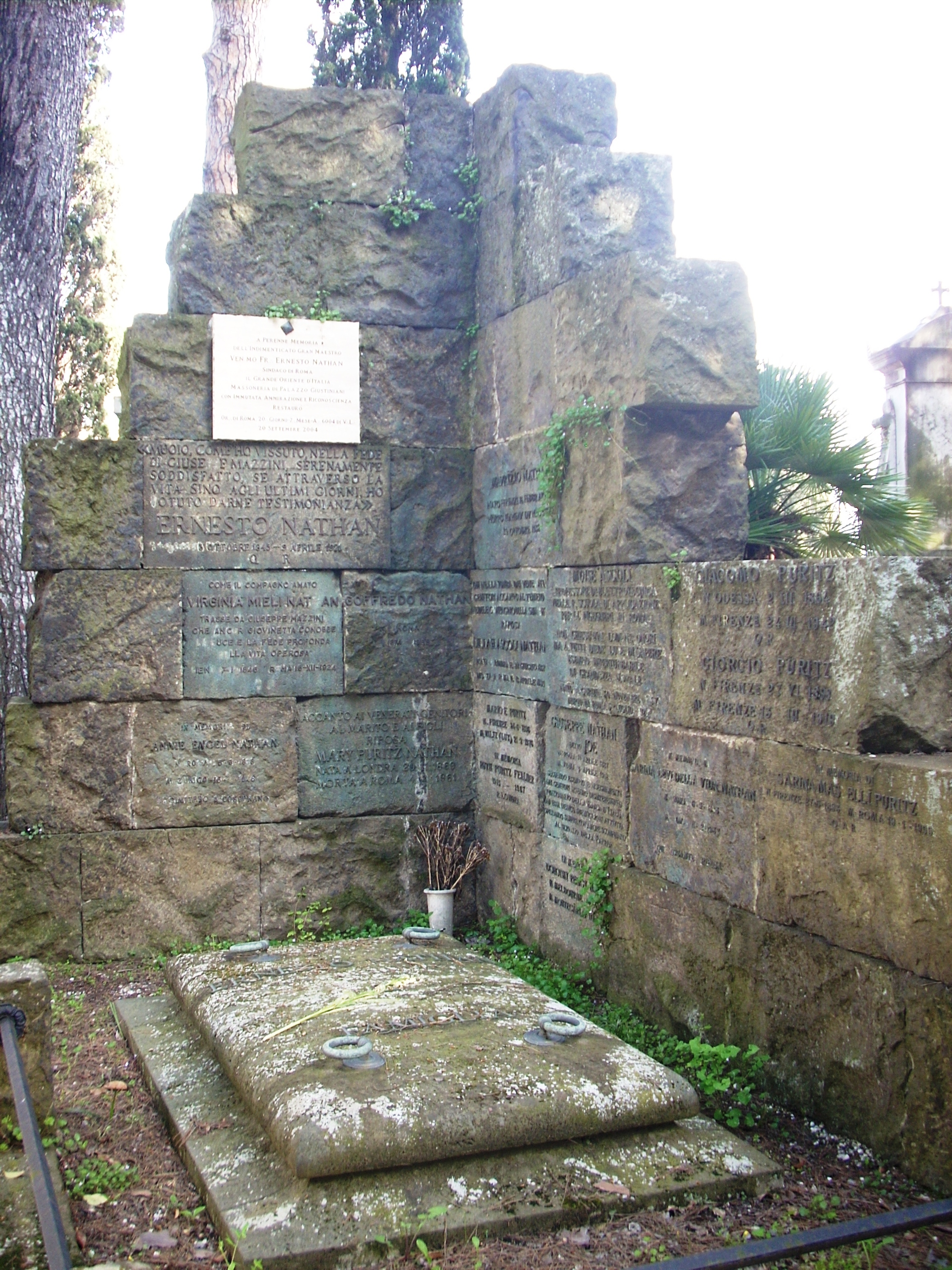
Tomba di Ernesto Nathan al Cimitero del Verano di Roma

Grazie alla presenza all'interno della giunta comunale del dottor Achille Ballori, primario dell’ospedale Santo Spirito, nella città vennero istituite pubbliche guardie ostetriche, presidi per l’assistenza sanitaria e la profilassi delle malattie infettive.
L'azione della giunta guidata da Nathan non si concentrò però solo sulla città: nell'agro romano le scuole rurali, che nel 1907 erano 27, erano diventate 46 nel 1911. Nell’agro vennero realizzate anche case cantoniere e presidi medici che fornivano assistenza gratuita.
Con suo decreto del 18 giugno 1911, il re Vittorio Emanuele III lo nominò cavaliere di gran croce, decorato di gran cordone, dell'Ordine dei Santi Maurizio e Lazzaro.

### Gli ultimi anni
Nathan fu probabilmente anche il più anziano tenente ad aver prestato servizio nell'esercito italiano: con questo grado, infatti, si arruolò volontario nel 1915, a 70 anni, ed operò sul Col di Lana.
Tornò a ricoprire la carica di Gran maestro del Grande Oriente d'Italia dal 1917 al 1919.
Morì nel 1921, a 76 anni. La salma fu tumulata nel cimitero del Verano.

## Ernesto Nathan nella cultura popolare
Un aneddoto ormai famoso narra che, neoeletto sindaco, a Nathan venne sottoposto il bilancio del comune per la firma. Nathan lo esaminò attentamente e, quando lesse la voce "frattaglie per gatti", chiese spiegazioni al funzionario che gli aveva portato il documento. Questi rispose che si trattava di fondi per il mantenimento di una nutrita colonia felina che serviva per difendere dai topi i documenti custoditi negli uffici e negli archivi capitolini. Nathan prese la penna e cancellò la voce dal bilancio, spiegando al suo esterrefatto interlocutore che d'ora in avanti i gatti del Campidoglio avrebbero dovuto sfamarsi con i roditori catturati e, qualora non trovassero più topi, sarebbe anche venuto a cessare lo scopo della loro presenza. Da questo episodio deriverebbe il detto romanesco Nun c'è trippa pe' gatti.

## Scritti
- Intorno all'epistolario mazziniano, in "Rivista d'Italia", XIX (1916), 12, p. 841-850.
- Le diobolarie e lo stato. Quadro di costumi regolamentari, Roma, Forzani, 1887.
- Commemorazione del natalizio di Giuseppe Mazzini, 22 giugno 1890. Discorso, Urbino, Tip. Righi, 1890.
- Discorso di Ernesto Nathan pronunciato nel teatro Rossini di Pesaro il 16 novembre 1890, Pesaro, Stab. Annesio Nobili, 1891 (Pubblicazione del Comitato radicale provinciale per le elezioni politiche).
- X aprile 1892. Discorso commemorativo pronunciato da Ernesto Nathan nel Teatro Comunale di Forli nella ricorrenza del II anniversario della morte di Aurelio Saffi, Forli, Tip. Lit. Democratica, 1892 (Pubblicazione del Circolo Giuseppe Mazzini, Forli).
- Discorso pronunciato nel Teatro Rossini di Pesaro il 23 ottobre 1892, Pesaro, Stab. Tip. Annesio Nobili, 1892.
- La societa Dante Allighieri [sic]. Conferenza tenuta in Viterbo il Giorno 29 maggio 1892 (Comitato viterbese della societa Dante allighieri), Viterbo, Tip. Soc. Agnesotti e C., 1894.
- Il dovere presente per Ernesto Nathan, Edizione 2. ed. con pref., Roma, Commissione editrice degli scritti di Giuseppe Mazzini, 1895 (Tip. Federico Ricci).
- Il compito massonico. Discorso inaugurale del Gran maestro Ernesto Nathan alla Conferenza massonica nazionale di Torino, 20 settembre 1898, Roma, Stab. Tip. Giuseppe Civelli, 1898.
- L'opera massonica nel triennio 1896-99. Relazione del gran maestro Ernesto Nathan. 20 settembre 1899, Roma, Stab. tip. Civelli, 1899.
- Due lettere del Gran Maestro E. Nathan e del Sov. Gran Commendatore A. Lemmi. Discorso del Fratello Oratore Ernesto Orrei inaugurandosi il nuovo tempio delle RR. LL. Rienzi ed Universo, Roma, Stab. Civelli, 1900.
- La massoneria: sua azione, suoi fini. Conferenza del Gran maestro E. Nathan, Roma, Stabilimento tipografico Civelli, 1901 (Tenuta all'inaugurazione della sede massonica in Roma 21 aprile 1901).
- Roma e il 20 settembre. Conferenza di Ernesto Nathan, Roma, Stab. Tip. Civelli, 1902.
- Il bivio, Roma, Nuova Antologia, 1904.
- Vent'anni di vita italiana attraverso all'"Annuario". Note e commenti, Roma Torino, Roux e Viarengo, 1904.
- Pel centenario di Giuseppe Mazzini. Discorso di Ernesto Nathan tenuto il 22 giugno 1905 nell'Aula magna del Collegio Romano, Roma Torino, Roux e Viarengo, 1905.
- La morale nell'insegnamento pubblico, Roma, Nuova antologia, 1907.
- La morale nella conquista della ricchezza: prolusione al corso di etica professionale nel R. Istituto di studi commerciali di Roma, Torino Roma, Societa Tipografico-Editrice Nazionale, 1907.
- Per il centenario della nascita di Giuseppe Garibaldi. Commemorazione massonica di Ernesto Nathan tenuta al Teatro Adriano il 3 luglio 1907, Roma, F. Centenari & C., 1907.
- Roma papale a Roma italiana. Discorso commemorativo del 20 settembre 1910, Roma, Tip. F. Centenari, 1910.
- Giuseppe Mazzini. Discorso pronunziato in Campidoglio il 10 marzo 1911, S.l., s.n., 1911 (ma: Roma, Tipografia editrice nazionale).
- Vittorio Emanuele 2. : discorso pronunziato in Campidoglio il 4 giugno 1911, S.l., s.n., stampa 1911 (ma: Roma, tip. Editrice nazionale).
- Del Congresso e della pace, Roma, Direzione della Nuova Antologia, 1916.
- Intorno all'Epistolario mazziniano, Roma, Tip. Unione Ed., 1916.
- Relazione del R. Commissario generale italiano per la Esposizione Internazionale panama Pacifico, di s. Francisco, a s. E. Il Ministro di agricoltura, Industria e commercio sen. Giannetto Cavasola, Roma, Tip. Nazionale, di G. Bertero e C., 1916.
- La terza Roma, Roma, Nuova antologia, 1916.
- Il dovere presente : discorso pronunciato al Teatro Costanzi in Roma il 4 marzo 1917, Roma, Tip. Nazionale, Bertero, 1917.
- Giuseppe Mazzini : Conferenza al Teatro Carlo Felice di Genova il 26 marzo 1917, Genova, Libr. Ed. Moderna, 1917 (Tip. Sociale).
- La massoneria, la guerra e i loro fini : discorso tenuto al teatro Costanzi di Roma il 21 aprile 1918, Milano, Società Editrice Dante Alighieri, 1918.
- L'insidioso contagio delle parole: il bolscevismo, Roma, Nuova Antologia, 1919.
- La terza Italia: quale fu, e, e sarà, Firenze, R. Bemporad, 1919.